# نیویورک دیلی نیوز
نیویورک دیلی نیوز با عنوان اصلی دیلی نیوز (انگلیسی: New York Daily News) شرکت انتشار روزنامه‌ای مستقر در نیویورک است. در ابتدا این روزنامه در حالت نیم‌قطع منتشر شد. در سال ۱۹۴۷ با ۲٬۴ میلیون چاپ در روز این روزنامه به اوج خود رسید. در سال ۲۰۱۹ این روزنامه یازدهمین روزنامه منتشرشده در ایالات متحده آمریکا بود.